# 오키키센

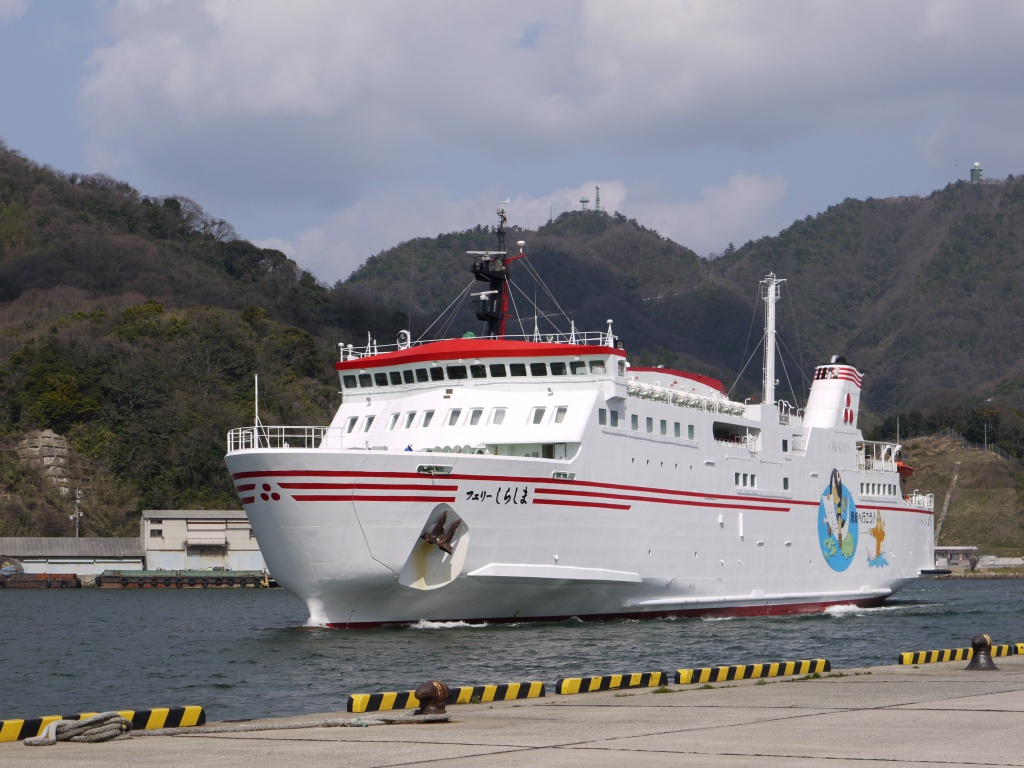
페리 시라시마의 모습.

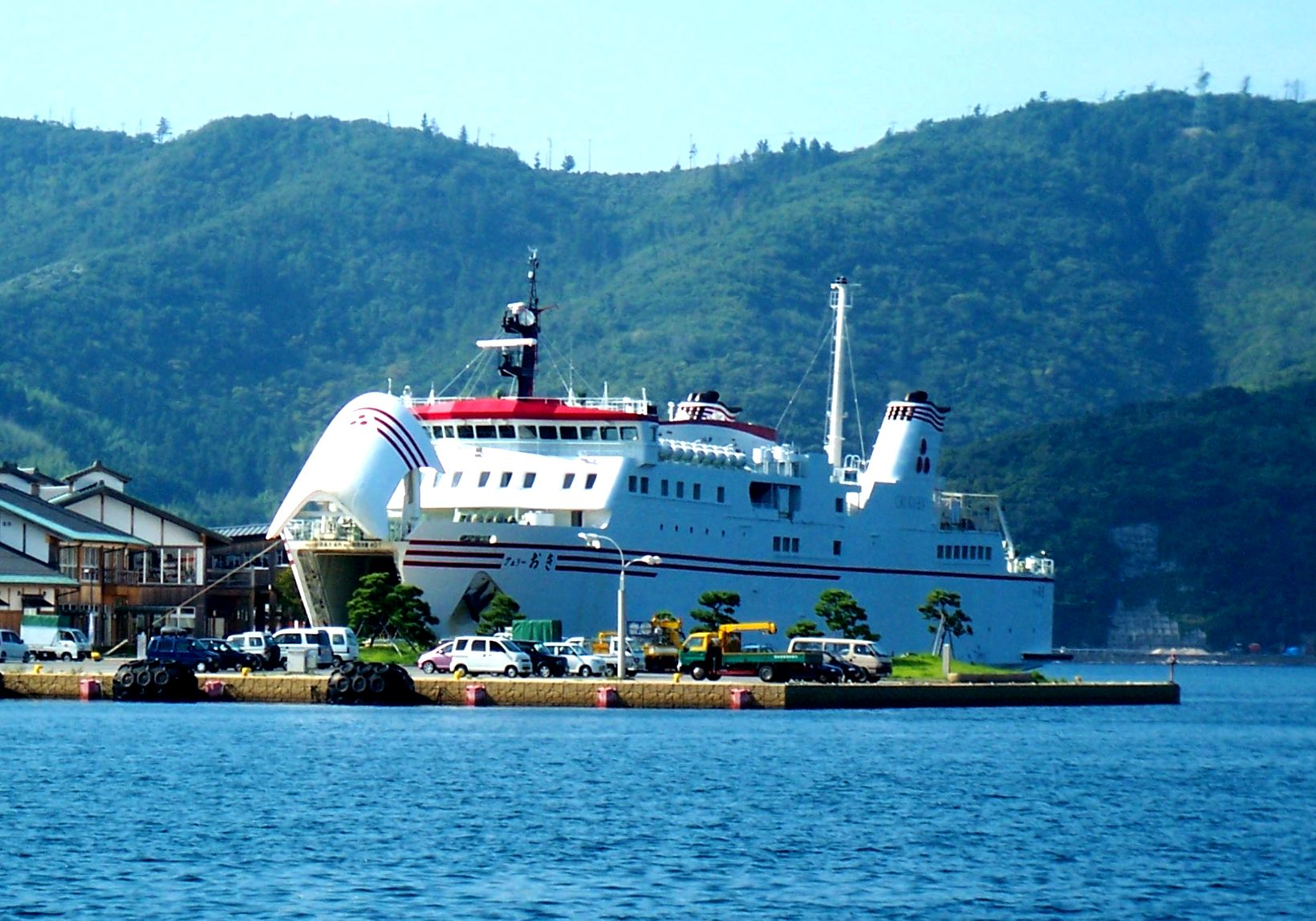
페리 오키 (2세대 째의 것)

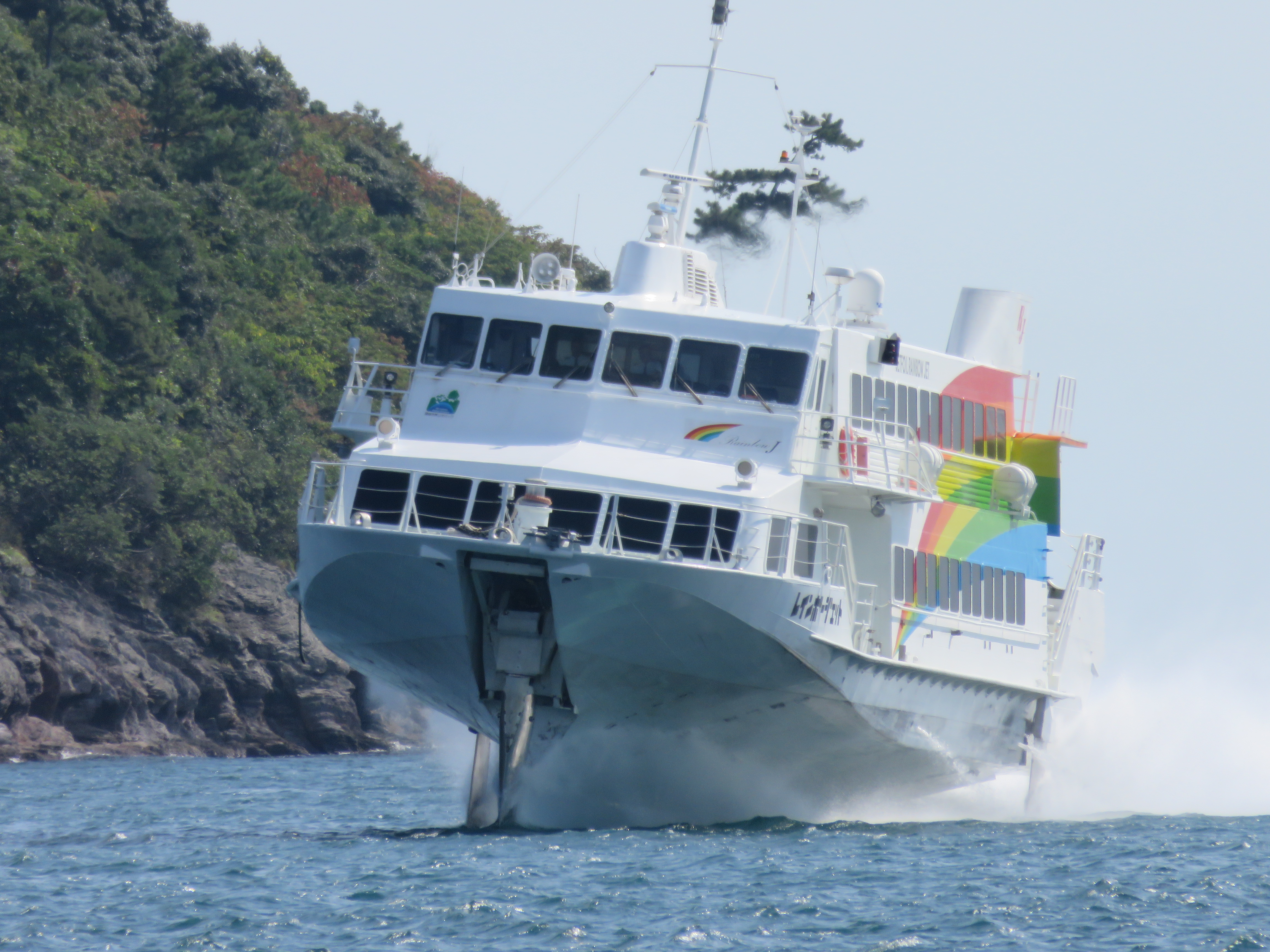
오키키센의 유일한 고속선이자 제트포일인 레인보우 제트

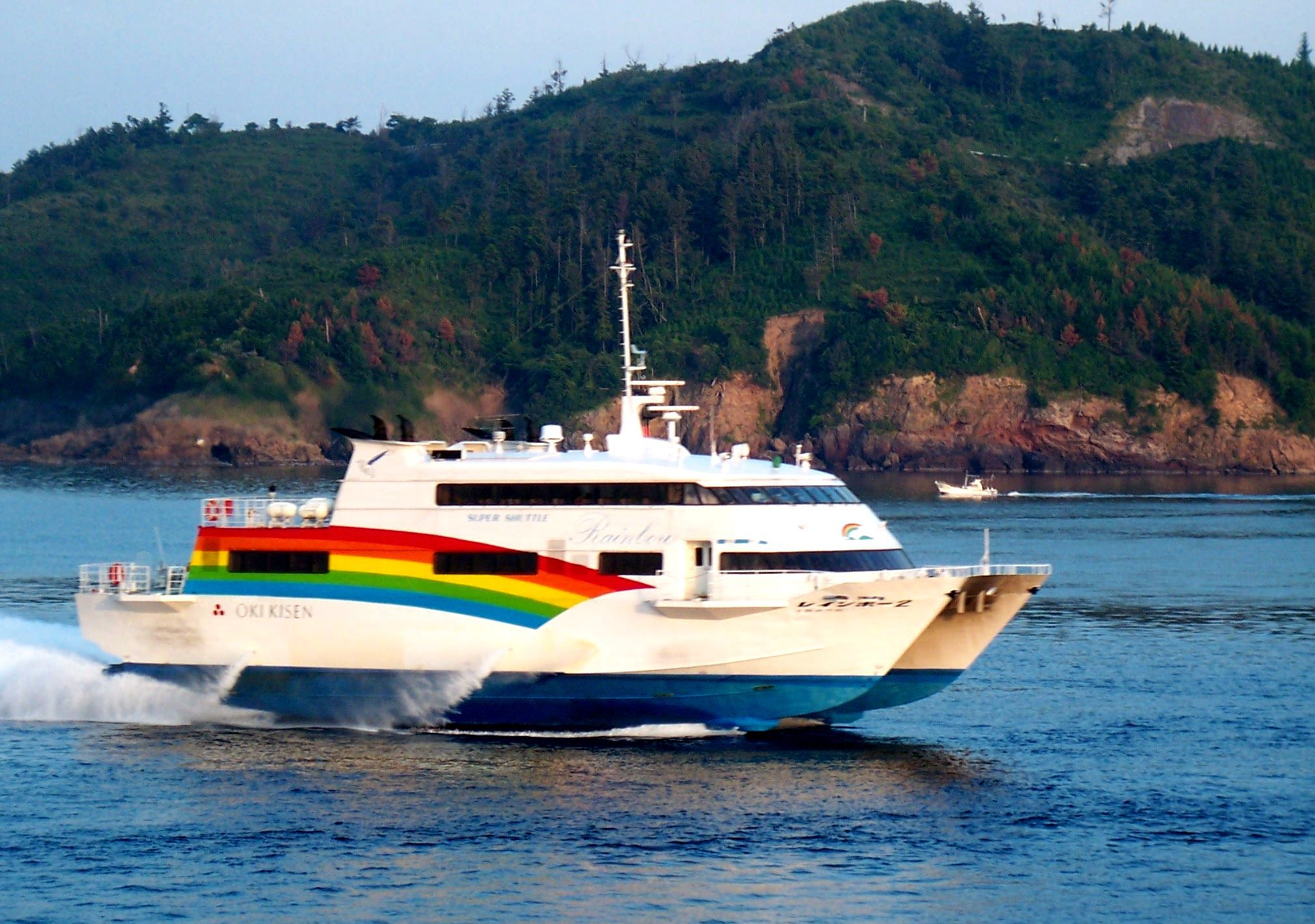
1998년부터 2013년까지 15년 동안 존속된 레인보우 2호

오키키센(隠岐汽船 오키 키센[*])은 일본 시마네현을 본거지로 하는 해운 회사이다. 그러나 동해에 위치하고 있는 도서 지역인 오키 제도와 일본 본토(육지부)를 이어주는 카페리 및 고속선 항로를 위주로 운항하고 있다. 본사는 시마네현 오키군 오키노시마정에 위치하고 있다. 이 업체는 1895년 7월 8일 정식으로 설립하였으며, 업종은 해운업으로 등록되어 있다. 또한 자본금은 4억 3,975만 엔의 규모를 가지고 있으며, 146명의 종업원을 보유하고 있다.

## 항로
시치루이항 - 사이고항 - 벳푸항의 구간은 국도 제485호선의 해상 구간으로 지정된 상태이다. 그러나 각 선박마다 육지부 본토와 오키 제도를 하루 1회 왕복으로 운항하는 도표가 별도로 짜여져 있다.
페리
- 사이고항 - 히시우라항 - 벳푸항 - 구리이항 - 사카이항 - 벳푸항 - 사이고항 (페리 시라시마)
- 시치루이항 - 구리이항 - 히시우라항 - 사이고항 - 히시우라항 - 벳푸항  - 사카이항 (페리 구니가)
- 시치루이항 - 사이고항 - 히시우라항 - 벳푸항 - 사이고항 - 시치루이항 (페리 오키)

단, 기울임 글씨가 표기되어 있는 부분을 가진 구간은 계절편만 운항한다. 다만 도고의 경우 운항하는 시간도 역시 변경 가능성이 있다. 부두에 정박하고 있는 기간 동안에는 페리 구니가, 페리 오키, 페리 시라시마 등의 시간으로 운항하게 된다.
고속선
- 벳푸항 - 히시우라항 - 사이고항 - 사카이항 - 사이고항 - 벳푸항 - 시치루이항 - 사이고항 - 히시우라항 - 구리이항 (레인보우 제트)

단, 이탤릭체 표기로 적혀 있는 구간은 계절편으로 운항하며, 도고에서의 운항 시간 변경 가능성이 있다. 또한 12월 하순부터 익년 2월 중순까지 도크 기간의 경우 동계 운휴 상태가 된다.

## 주요 선박
선박은 현재 운항하고 있는 선박들을 위주로 운항하게 되며, 전부 미쓰비시 중공업 시모노세키 조선소에서 주로 건조된다.

### 페리
- 페리 시라시마(フェリーしらしま) : 1995년 3월 첫 취항. 총 톤수는 2,343톤, 전장 99.5 m, 전폭 16.0 m로 구성되어 있음.
- 페리 구니가(フェリーくにが) : 1999년 4월 첫 취항. 총 톤수는 2,375톤, 전장 99.5 m, 전폭 16.0 m로 구성되어 있다. 현재는 이 배가 2세대째이다.
- 페리 오키(フェリーおき) : 2004년 4월 첫 취항. 총 톤수는 2,366톤, 전장 99.5 m, 전폭 16.0 m로 구성되어 있다. 이 배도 역시 2세째이다.

### 고속선
유일하게 레인보우 제트(レインボージェット)가 있다. 레인보우 제트는 2014년 3월 1일 첫 취항하였다. 총 톤수는 173톤, 전장의 경우 올라간 상태이면 30.33m, 내려간 상태이면 27.36m, 전폭은 형폭 8.53m, 최대 폭은 9.14m, 정원은 256명, 전 좌석은 흡연실이 없어 원칙적으로 금연이 적용된다.

## 같이 보기
- 오키 관광(일본어판) - 도젠(일본어판)의 세 섬을 서로 오가는 선사. 주로 내항선으로 운영된다.